# (6123) Aristote
(6123) Aristote, désignation internationale (6123) Aristoteles, est un astéroïde de la ceinture principale.

## Description
(6123) Aristote est un astéroïde de la ceinture principale. Il fut découvert par Eric Walter Elst le 19 septembre 1987 à Rozhen. Il présente une orbite caractérisée par un demi-grand axe de 2,3300 UA, une excentricité de 0,0639 et une inclinaison de 9,4995° par rapport à l'écliptique.
Il fut nommé en hommage à Aristote, philosophe grec de l'Antiquité.

## Compléments